# Chleb (etiuda fabularna 1953)
Chleb – etiuda fabularna powstała w 1953 roku.

## Obsada
- Gustaw Lutkiewicz – Feliks Dzierżyński
- Czesław Piaskowski
- Paweł Komorowski